# Johann Balzer

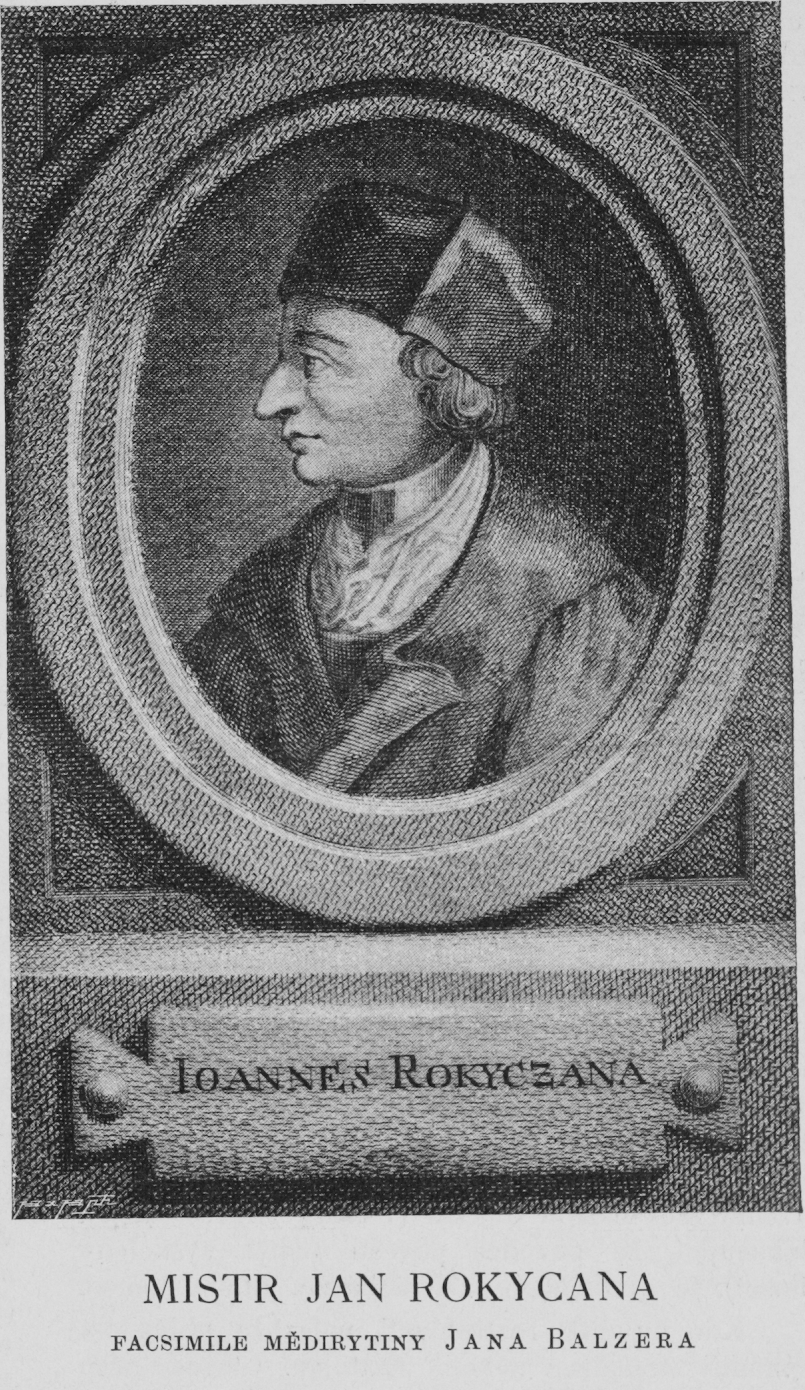
Johann Balzer

Johann Balzer (tschechisch Jan Balzer; * 6. August 1738 in Kuks, Königreich Böhmen; † 14. Dezember 1799 in Prag) war ein böhmischer Kupferstecher, Zeichner und Verleger.

## Leben
Balzer ging von 1750 bis 1758 zur Lehre bei Michael Heinrich Rentz, der als Hofgraveur bei Graf Franz Anton von Sporck arbeitete. Nach dem Tod seines Lehrers unternahm Balzer zuerst eine Studienreise nach Deutschland und ließ sich danach in der Residenz des Grafen Sporck in Lissa an der Elbe nieder. Im Jahr 1771 zog Balzer nach Prag, wo er als selbständiger Kupferstecher, Zeichner und Verleger bis zu seinem Tod arbeitete. 		
Seine beiden Brüder, Georg Balzer (Jiří Balzer) und Matthias Balzer (Matouš Balzer), waren Graveure, und sein Sohn Anton (Antonín Karel Balzer) (1771–1807) wirkte als Landschaftsmaler.

## Leistungen
Johann Balzer stach Porträts von Zeitgenossen, u. a. nach den Zeichnungen von Johann Kleinhard, Johan Quirin Jahn, in Kupfer.
Es sind etwa 50 Kupferstiche bekannt, die er nach den Landschaftszeichnungen seines Freundes Norbert Grund gefertigt hat. Außerdem lieferte er Kupferstiche für die Werke des Historikers Josef Schallers; „Topographie des Königreiches Böhmen“ und „Beschreibung der Hauptstadt Prag“ sowie weitere für das Periodikum „Effigies virorum eruditorum atque artificium Bohemiae et Moraviae“. Für Nikolaus Adaukt Voigts „Beschreibung der bisher bekannten Böhmischen Münzen nach chronologischer Ordnung“ schuf er Vignetten.

## Werke

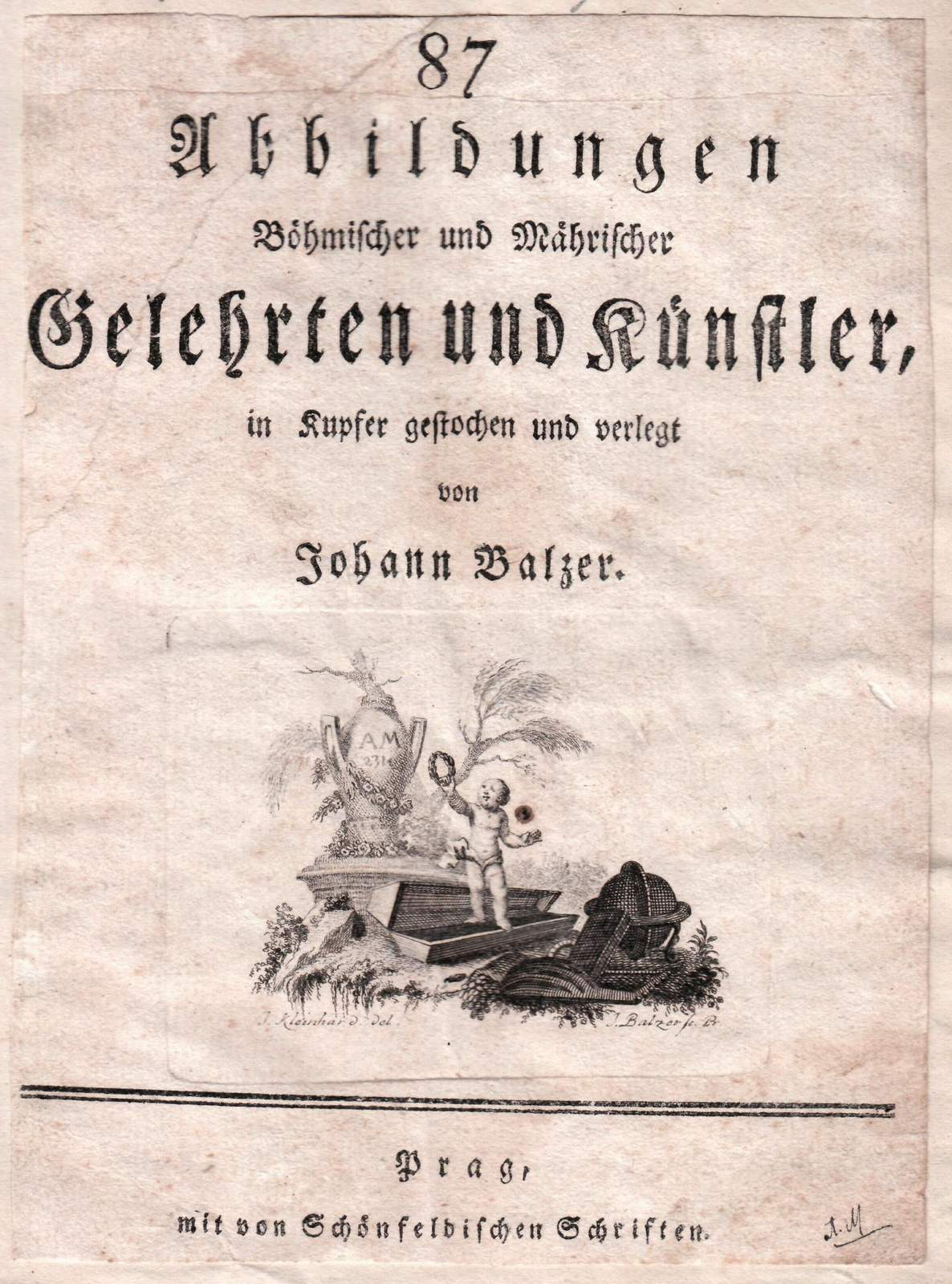
87 Abbildungen Böhmischer und Mährischer Gelehrten und Künstler
Titelseite, Prag 1772

- „87 Abbildungen Böhmischer und Mährischer Gelehrten und Künstler“, in Kupfer gestochen und verlegt von Johann Balzer, Prag 1772
- „Zeichenbuch für Künstler und Liebhaber der freyen Handzeichnung, insbesondere als ein nöthiger Theil der Erziehung höherer Bestimmung behandelt“. - Zeichenbuch für Liebhaber der freyen Landschaftszeichnung. - 2 Tle. in 1 Bd. Mit 81 radierten Tafeln (st. 82), tlw. in Crayon-Marnier. Prag, Joh. Diesbach 1783–92[4][5]